# Вукчевич, Андрия
Андри́я Ву́кчевич (черног. Андрија Вукчевић / Andrija Vukčević; род. 11 октября 1996, Подгорица) — черногорский футболист, защитник клуба «Престон Норт Энд» и сборной Черногории.

## Клубная карьера
Вукчевич — воспитанник клуба «Будучност». 11 августа 2013 года в матче против «Титограда» он дебютировал в чемпионате Черногории. 19 октября в поединке против «Челика» Андрия забил свой первый гол за «Будучност». В начале 2016 года Вукчевич подписал соглашение с дублёрами испанской «Севильи». Он сыграл несколько матчей, после чего в 2017 году на правах аренды выступал за «Депортиво Сан-Фернандо». Летом того же года Вукчевич перешёл в сербский «Спартак» из Суботицы. 29 июля в матче против «Бораца» он дебютировал в сербской Суперлиге. 1 декабря 2018 года в поединке против «Пролетера» Андрия забил свой первый гол за «Спартак».
Летом 2019 года Вукчевич перешёл в бельгийский «Васланд-Беверен», подписав контракт на четыре года. 4 августа в матче против «Антверпена» он дебютировал в Жюпиле лиге.
В начале 2021 года Вукчевич подписал контракт с хорватской «Риекой». 10 февраля в матче против сплитского «Хайдука» он дебютировал в чемпионате Хорватии. 14 мая 2022 года в поединке против «Славен Белупо» Андрия забил свой первый гол за «Риеку». Летом 2023 года Вукчевич перешёл в мексиканский «Хуарес».

## Карьера в сборной
4 июня 2022 года в матче Лиги наций против сборной Румынии Вукчевич дебютировал за сборную Черногории.